# Khí-négyzet-eloszlás
A valószínűségszámítás elméletében és a statisztika területén a k szabadságfokú khí-négyzet-eloszlás (más neveken: khi-négyzet, Khi2) k darab független normális eloszlású valószínűségi változónak a négyzetösszege.
Ez az eloszlás széles körben használatos a valószínűség-eloszlások között, a statisztikai területén, például a hipotézisek ellenőrzésekor, vagy egy konfidenciaintervallum létrehozásakor.
Ha szükséges a khí-négyzet-eloszlást megkülönböztetni a nem-centrális khí-négyzet-eloszlástól, akkor szokták néha centrális khí-négyzet-eloszlásnak is nevezni.
A khí-négyzet-eloszlást statisztikák ellenőrzésére használják az elméleti és a megfigyelt értékek kiértékelésénél, összehasonlításánál.
A khí-négyzet-eloszlás a gamma-eloszlás egy speciális esete.

## Definíció
Ha Z1, ..., Zk független, standard normális eloszlású valószínűségi változók, akkor a négyzeteik összege,
{\displaystyle Q\ =\sum _{i=1}^{k}Z_{i}^{2},}
a khí-négyzet-eloszlás szerint oszlik el, k szabadságfokkal.
Ezt a következőképpen is jelölik:
{\displaystyle Q\ \sim \ \chi ^{2}(k)\ \ {\text{vagy}}\ \ Q\ \sim \ \chi _{k}^{2}.}
A khi-négyzet-eloszlásnak egy paramétere van, a k, egy pozitív egész, mely a szabadságfok mértéke.

## Valószínűség-sűrűségfüggvény

Valószínűség-sűrűségfüggvény

A khí-négyzet-eloszlás valószínűség-sűrűségfüggvénye:
{\displaystyle f(x;\,k)={\begin{cases}{\frac {x^{(k/2)-1}e^{-x/2}}{2^{k/2}\Gamma \left({\frac {k}{2}}\right)}},&x\geq 0;\\0,&{\text{más esetben}}.\end{cases}}}
ahol Γ(k/2) a gamma-eloszlást jelöli.

## Kumulatíveloszlás-függvény
A kumulatíveloszlás-függvény:
{\displaystyle F(x;\,k)={\frac {\gamma ({\frac {k}{2}},\,{\frac {x}{2}})}{\Gamma ({\frac {k}{2}})}}=P\left({\frac {k}{2}},\,{\frac {x}{2}}\right),}
Ahol γ(k,z) az inkomplett gamma-függvény és a P(k,z) a rendezett gamma-függvény .
Abban a speciális esetben, amikor k = 2, létezik egy egyszerű képlet:
{\displaystyle F(x;\,2)=1-e^{-{\frac {x}{2}}}.}
Ennek az eloszlásnak a táblázatai – rendszerint kumulatív formában – számos helyen megtalálhatók, általában statisztikai csomagokban. Egy zárt formájú közelítés található a nem-centrális khí-négyzet-eloszlásnál.

## Additivitás
A khí-négyzet-eloszlás definíciója szerint a független khí-négyzet-változók összege is khí-négyzet-eloszlású.
Speciálisan, ha {Xi}i=1n független khí-négyzet-eloszlású változók {ki}i=1n szabadságfokkal, akkor Y = X1 + ⋯ + Xn is khí-négyzet-eloszlásúak k1 + ⋯ + kn szabadságfokkal.

## Az információ entrópiája
Az információ entrópiája:
{\displaystyle H=\int _{-\infty }^{\infty }f(x;\,k)\ln f(x;\,k)\,dx={\frac {k}{2}}+\ln \left(2\Gamma \left({\frac {k}{2}}\right)\right)+\left(1-{\frac {k}{2}}\right)\psi \left({\frac {k}{2}}\right),}
ahol ψ(x) a digamma-függvény.
A khí-négyzet-eloszlás az X valószínűségi változó maximális entrópiájú valószínűség-eloszlása, ahol {\displaystyle E(X)=\nu } rögzített és {\displaystyle E(\ln(X))=\psi \left({\frac {1}{2}}\right)+\ln(2)} is rögzített.

## Nem centrális momentumok
A k szabadságfokú khí-négyzet-eloszlás zéró körüli momentumai:
{\displaystyle \operatorname {E} (X^{m})=k(k+2)(k+4)\cdots (k+2m-2)=2^{m}{\frac {\Gamma (m+{\frac {k}{2}})}{\Gamma ({\frac {k}{2}})}}.}

## Kumulánsok
A kumulánsok a karakterisztikus függvény logaritmusának egy hatványsor-kiterjesztésével kaphatók meg:
{\displaystyle \kappa _{n}=2^{n-1}(n-1)!\,k}

## Aszimptotikus tulajdonságok
A centrális határeloszlás tételéből következően mivel a khi-négyzet-eloszlás független k szabadságfokú valószínűségi változók szummája, véges átlaggal és szórásnégyzettel, konvergál a normális eloszláshoz nagy k értékeknél.
Praktikus okok miatt k > 50 esetben az eloszlás elég közel áll a normális eloszláshoz, hogy a különbség elhanyagolható lehessen.
Ha X ~ χ²(k), akkor k tart a végtelenhez, a {\displaystyle (X-k)/{\sqrt {2k}}} eloszlás pedig a normális eloszlás felé tart.
Azonban ez a konvergencia lassú, mivel a ferdeség {\displaystyle {\sqrt {8/k}}}, és az eloszlásgörbe meredeksége 12/k.
A khí-négyzet-eloszlás más függvényei jóval gyorsabban konvergálnak a normális eloszláshoz.
Néhány példa:
- Ha X ~ χ²(k), akkor {\displaystyle \scriptstyle {\sqrt {2X}}} közel normálisan eloszlású, {\displaystyle \scriptstyle {\sqrt {2k-1}}} középértékkel.
- Ha X ~ χ²(k), akkor {\displaystyle \scriptstyle {\sqrt[{3}]{X/k}}} közel normálisan eloszlású {\displaystyle \scriptstyle 1-2/(9k)} középértékkel és {\displaystyle \scriptstyle 2/(9k).} szórásnégyzettel[9] Ezt Wilson–Hilferty-transzformációnak hívják.

## Kapcsolódó eloszlások
- {\displaystyle \lim _{k\to \infty }{\tfrac {\chi _{k}^{2}(x)-\mu _{k}}{\sigma _{k}}}{\xrightarrow {d}}\ N(0,1)\,} (normális eloszlás)
- {\displaystyle \chi _{k}^{2}\sim {\chi '}_{k}^{2}(0)} (nem-centrális khí-négyzet-eloszlás nem-centralitás paraméterrel {\displaystyle \lambda =0})
- Khí-négyzet-eloszlás, a Pareto-eloszlás egy transzformációja
- T-eloszlás, a khí-négyzet-eloszlás egy transzformációja
- A T-eloszlás származtatható a khí-négyzet-eloszlásból és a normális eloszlásból
- A nem-centrális T-eloszlás származtatható a khí-négyzet-eloszlásból és a normális eloszlásból

Statisztikailag független egységnyi szórásnégyzetes Gauss-eloszlású változók négyzeteinek szummája, melynek nincs zéró középértéke, a khí-négyzet-eloszlás általánosításához vezet, és nem-centrális khi-négyzet-eloszlásnak hívják.
A khí-négyzet-eloszlás természetesen kapcsolódik más eloszlásokhoz, melyeknek a Gauss-eloszláshoz van közük.
Például:
- Y F-eloszlású, Y ~ F(k1,k2) ha {\displaystyle \scriptstyle Y={\frac {X_{1}/k_{1}}{X_{2}/k_{2}}}} ahol X1 ~ χ²(k1), és X2  ~ χ²(k2) statisztikailag független.

- Ha X khí-négyzet-eloszlású, akkor {\displaystyle \scriptstyle {\sqrt {X}}} khí-eloszlású.
- Ha X1  ~  χ2k1 és X2  ~  χ2k2 statisztikailag független, akkor X1 + X2  ~ χ2k1+k2. Ha X1 and X2 nem függetlenek, akkor X1 + X2 nem khí–eloszlású.

## Általánosítás
A khí-négyzet-eloszlást a gaussi k, független, zéró középértékű, egységnyi szórásnégyzetű valószínűségi változók négyzeteinek szummájával kapjuk.
Ennek az eloszlásnak az általánosítását úgy kaphatjuk, ha összegezzük más típusú gaussi valószínűségi változók négyzeteit.
A következőkben bemutatunk néhány ilyen eloszlást.

## Khí-négyzet-eloszlások

### Nem-centrális khí-négyzet-eloszlás
A nem-centrális khí-négyzet-eloszlást a független gaussi valószínűségi változók négyzeteinek szummájával kapjuk, melyek egység-szórásnégyzettel és nem zéró középértékkel rendelkeznek.

### Általánosított khí-négyzet-eloszlás
Az általánosított khí-négyzet-eloszlást a z′Az kvadratikus képletéből kapjuk, ahol z a zéró középértékű gaussi vektor tetszőleges kovariáns mátrixxal, A pedig egy tetszőleges mátrix.

## Gamma-, exponenciális és kapcsolódó eloszlások
A X ~ χ²(k) khí-négyzet-eloszlás, a gamma-eloszlás egy speciális esete, X ~ Γ(k/2, 1/2), ahol k egy egész.
Mivel az exponenciális eloszlás szintén a gamma-eloszlás egy speciális esete, ezért X ~ χ²(2), és X ~ Exp(1/2) egy exponenciális eloszlás.
Az Erlang-eloszlás szintén a gamma-eloszlás egy speciális esete, ezért ha X ~ χ²(k) páros k-val, akkor X is Erlang-eloszlású k/2 alakparaméterrel és ½ skálaparaméterrel.

## Alkalmazások
A khí-négyzet-eloszlásnak számos alkalmazása ismert a statisztikában, például a khí-négyzet-teszt vagy a szórásnégyzetek becslése. Felveti a normáliseloszlás-középérték becslésének a problémáját és a regressziós vonal meredekségének a becslését a T-eloszláson keresztül.
A szórásnégyet-analízis problémájában is van szerepe az F-eloszlással kapcsolatban, mely két független khí-négyzet valószínűségi változó arányának az eloszlása, mindegyik osztva a megfelelő szabadságfokkal.
A következő táblázat olyan eloszlásokat mutat be, melyek neve ‘khí’-vel kezdődik, valamilyen statisztikához kapcsolódik, a Xi ∼ Normal(μi, σ2i), i = 1, ⋯, k,  független valószínűségi változókra alapozva:
| Név                                | Statisztika                                                                                     |
| ---------------------------------- | ----------------------------------------------------------------------------------------------- |
| Khí-négyzet-eloszlás               | {\displaystyle \sum _{i=1}^{k}\left({\frac {X_{i}-\mu _{i}}{\sigma _{i}}}\right)^{2}}           |
| Nem-centrális khí-négyzet-eloszlás | {\displaystyle \sum _{i=1}^{k}\left({\frac {X_{i}}{\sigma _{i}}}\right)^{2}}                    |
| Khí-eloszlás                       | {\displaystyle {\sqrt {\sum _{i=1}^{k}\left({\frac {X_{i}-\mu _{i}}{\sigma _{i}}}\right)^{2}}}} |
| Nem-centrális khí-eloszlás         | {\displaystyle {\sqrt {\sum _{i=1}^{k}\left({\frac {X_{i}}{\sigma _{i}}}\right)^{2}}}}          |

## Külső hivatkozások
- A khí-négyzet-eloszlás a MathWorld-ön
- A khí-négyzet-eloszlás a Debreceni Egyetem oldalán
- A khí-négyzet-eloszlás a Yale Egyetem oldalán
- Szimuláció
- Rövid leírás